# Zag (Marokko)
Zag (arabisch الزاك, DMG az-Zāk; tamazight ⴰⵥⴰⴳ) ist eine etwa 5000 Einwohner zählende Kleinstadt in der Provinz Assa-Zag in der Region Guelmim-Oued Noun im Südosten Marokkos.

## Lage und Klima
Die Kleinstadt Zag liegt im äußersten Südosten Marokkos an der R103 in einer Höhe von ca. 405 m. Die nur wenig größere Nachbarstadt Assa befindet sich etwa 80 km nördlich. Das Klima ist wüstenartig; der äußerst spärliche Regen (ca. 60 mm/Jahr) fällt nahezu ausschließlich im Winterhalbjahr.

## Bevölkerung
| Jahr      | 1994  | 2004   | 2014   | 2024  |
| Einwohner | 2.759 | 12.653 | 12.763 | 4.756 |

Die Bevölkerung besteht in der Hauptsache aus in den letzten Jahrzehnten des 20. Jahrhunderts zugewanderten Berbern. Man spricht den regionalen Berberdialekt, Marokkanisches Arabisch, Französisch und auch etwas Englisch.

## Wirtschaft
Die Kleinstadt dient vorrangig als Raststation für den Personen- und Schwerlastverkehr auf der Landstraße.

## Geschichte
Zag war eine kleine Oase im ansonsten nahezu menschenleeren Süden Marokkos. Erst nach der Unabhängigkeit Marokkos (1956) hat der Ort wegen seiner Nähe zu den politisch umstrittenen Westsahara-Gebieten und zu Algerien eine gewisse Bedeutung erlangt.

## Sonstiges
In der Nähe der Stadt wurde im Jahr 2000 der Meteorit NWA 3009 gefunden.